# ジェレミー・ジャノ
ジェレミー・ジャノ（Jérémie Janot, 1977年10月11日 - ）は、フランス・ノール県ヴァランシエンヌ出身の元サッカー選手、現サッカー指導者。現役時代のポジションはゴールキーパー。

## 経歴
地元であるヴァランシエンヌFCユースからASサンテティエンヌユースを経て、1996-97シーズンに当時2部に所属していたサンテティエンヌでプロデビュー。以後16シーズンに渡り同チームに所属し、計342試合に出場した。2004年11月から2005年9月にかけ、ホームの試合で1534分連続無失点というリーグ記録を作っている。
2011-12シーズンは、新加入のステファヌ・リュフィエにポジションを奪われたこともあり、2012年5月4日に相次ぐ故障によりGK不足に陥ったFCロリアンへレンタル移籍した。
同年8月2日、リーグ・ドゥ（2部）に降格したル・マンFCへ完全移籍、正ゴールキーパーとしてゴールマウスを守ったが、チームは敢え無く3部へと降格した。
2015年にFCフィルミニーの監督に就任した。

## 人物
サンテティエンヌ時代には、スパイダーマンをあしらった衣装で試合に出場したり、後頭部に総合格闘家のヴァンダレイ・シウバと同じ刺青を入れるなど、奇抜な一面も持ち合わせている。

## 所属クラブ
- ASサンテティエンヌ 1996-2012

→ FCロリアン 2012 (loan)
- ル・マンFC 2012-2013

## 指導歴
- USヴィラール U-19 2014-2015
- FCフィルミニー 2015-